# Kamień runiczny ze Sjörup

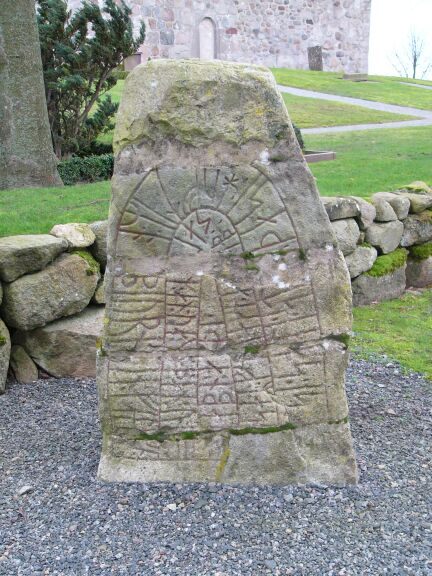
Kamień runiczny ze Sjörup

Kamień runiczny ze Sjörup (DR 279) – kamień runiczny pochodzący z przełomu X i XI wieku, znajdujący się w Sjörup w gminie Ystad w szwedzkiej prowincji Skania.
Granitowy głaz ma 165 cm wysokości i 90 cm szerokości. Pierwsza relacja o nim została sporządzona około 1627 roku, ustawiony był wówczas przy północno-wschodniej stronie kościoła w Sjörup. Na początku XIX wieku kamień został rozbity na sześć części i wykorzystany jako budulec przy wznoszeniu mostu nad potokiem Skivarpsån, 4 kilometry na zachód od kościoła. 
W 1985 roku cztery fragmenty kamienia zostały wydobyte z mostu. Piąty ze względu na ryzyko zawalenia się konstrukcji pozostał w swoim miejscu, jeden natomiast zaginął. Odzyskane fragmenty zostały uzupełnione kopiami brakujących części i złożony na nowo głaz został w 1996 roku ustawiony przed wejściem na przykościelny cmentarz w Sjörup.
Wyryty na powierzchni kamienia napis głosi:
[+ sa]ksi : sati : st[in] : þasi : huftiR : o[s]biurn : (s)in : fil(a)go ' ¶ (t)u-a[s : sun :] ¶ saR : flu : aki : a[t :] ub:sal(u)m : an : ua : maþ : an : u¶abn : a(f)þi '
co znaczy:
Saxe wystawił kamień dla swego przyjaciela Osberna, syna Tuego/Tokego. Nie stchórzył on pod Uppsalą, lecz walczył tak długo, jak długo starczyło mu broni.
Wspomniane w inskrypcji wydarzenia odnoszą się do bitwy pod Fýrisvellir koło Uppsali w 980 roku, stoczonej między królem szwedzkim Erykiem Zwycięskim a popieranym przez siły duńskie pretendentem do tronu Styrbjörnem.